# Buchwald Péter (vegyész)
Buchwald Péter, teljes nevén Buchwald Péter Szilárd  (Bukarest, 1937. május 21. – 2022. december 16.) erdélyi vegyész, politikus,  ifj. Buchwald Péter apja.

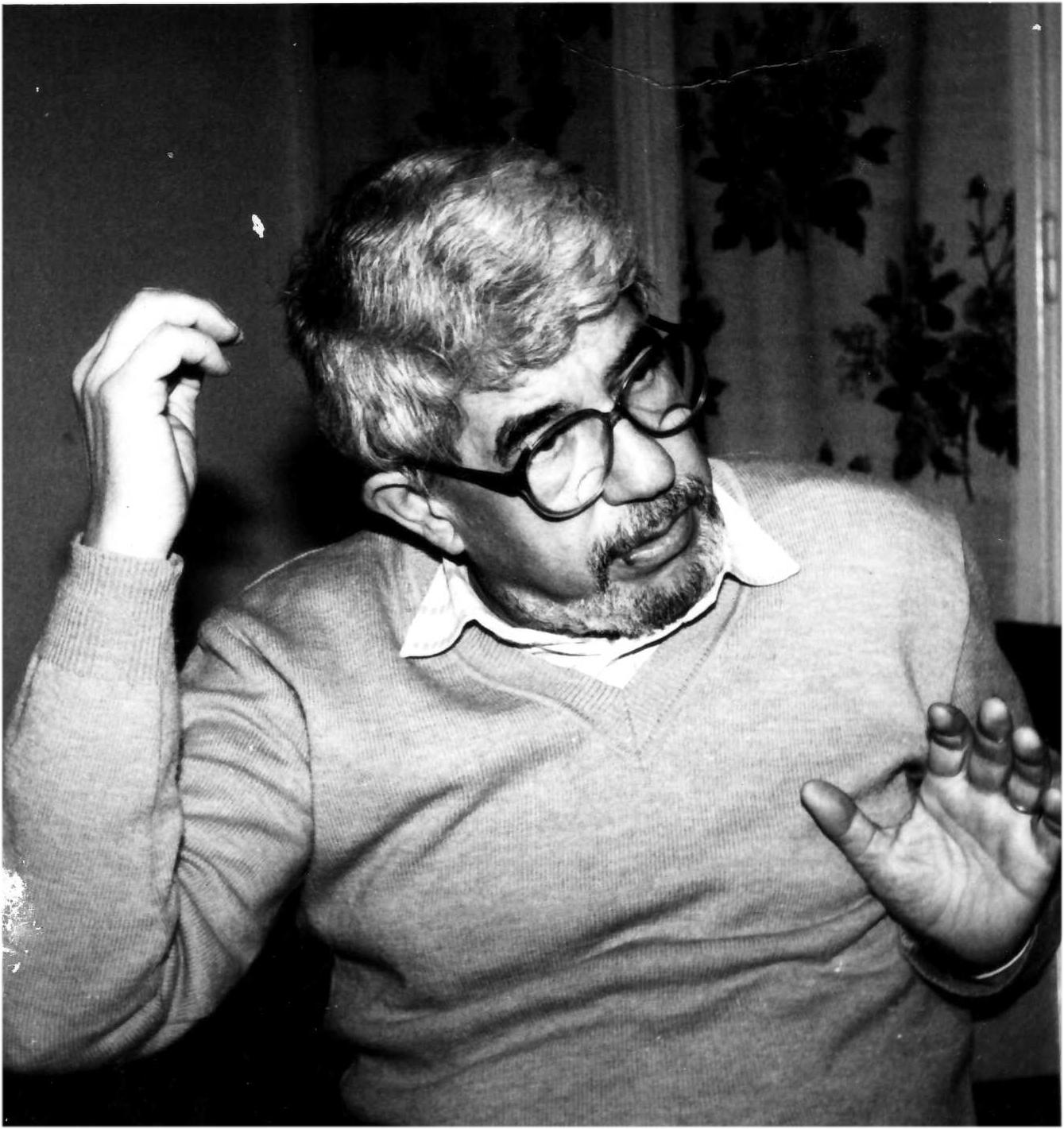
Fiatalon (Csomafáy Ferenc felvétele)

## Életpályája
A kolozsvári Református Kollégiumban érettségizett 1954-ben. 
Kémia szakot végzett Kolozsváron. 1959 és 1961 között ipari gyakorlaton vett részt a kolozsvári kenyérgyárban, 1961-től 1990-ig a kolozsvári Gyógyszerkémiai Kutató Intézetben dolgozott, előbb vegyészként, majd kutatóként, 1969-től a kutatócsoport vezetője volt. 1974-ben doktori címet szerzett. 
1990-ben a Nemzeti Egységfront ideiglenes tanacsának alelnöke. 1992–1996 szenátor a román parlamentben az RMDSZ színeiben. Ezután 2000-es nyugdíjazásáig  Kolozs megye alprefektusa. 2005–2008 között az Országos Tisztviselőket Értékelő Kormánybizottság tagja. 
Volt megyei RMDSZ-elnök, megyei tanácstag, különböző társaságok vezetőségi tagja. Tanított a Babeș–Bolyai Tudományegyetem kémiai karán. 2017-től a Kolozsvár Társaság elnöke volt.

## Munkássága
Mintegy ötven gyógyszerelőállítási technológia kidolgozója, több szakmai cikk, tanulmány és bejegyzett találmány szerzője. Publikált A Hétben és a Korunkban. 
Könyve: A gyógynövényektől a megtervezett gyógyszerekig. A gyógyszerkutatás múltja, jelene és lehetőségei, Dacia Könyvkiadó, 1981. Társszerző: Bodor A. András.